# Mognéville
Mognéville ist eine französische Gemeinde im Département Meuse in der Region Grand Est. Sie hat eine Fläche von 18,46 km² und 359 Einwohner (2022).

## Geografie
Die Gemeinde Mognéville liegt am Floss Saulx an der Grenze zum Département Marne, 13 Kilometer westlich von Bar-le-Duc. Nachbargemeinden sind Vassincourt, Couvonges, Beurey-sur-Saulx, Cheminon, Andernay, Sermaize-les-Bains und  Contrisson.

## Bevölkerungsentwicklung
| Jahr                       | 1962 | 1968 | 1975 | 1982 | 1990 | 1999 | 2006 | 2011 | 2019 |
| -------------------------- | ---- | ---- | ---- | ---- | ---- | ---- | ---- | ---- | ---- |
| Einwohner                  | 399  | 387  | 387  | 404  | 389  | 397  | 412  | 383  | 377  |
| Quellen: Cassini und INSEE |      |      |      |      |      |      |      |      |      |

## Sehenswürdigkeiten
- Kirche Saint-Remi (Monument historique), erbaut im 12. Jahrhundert

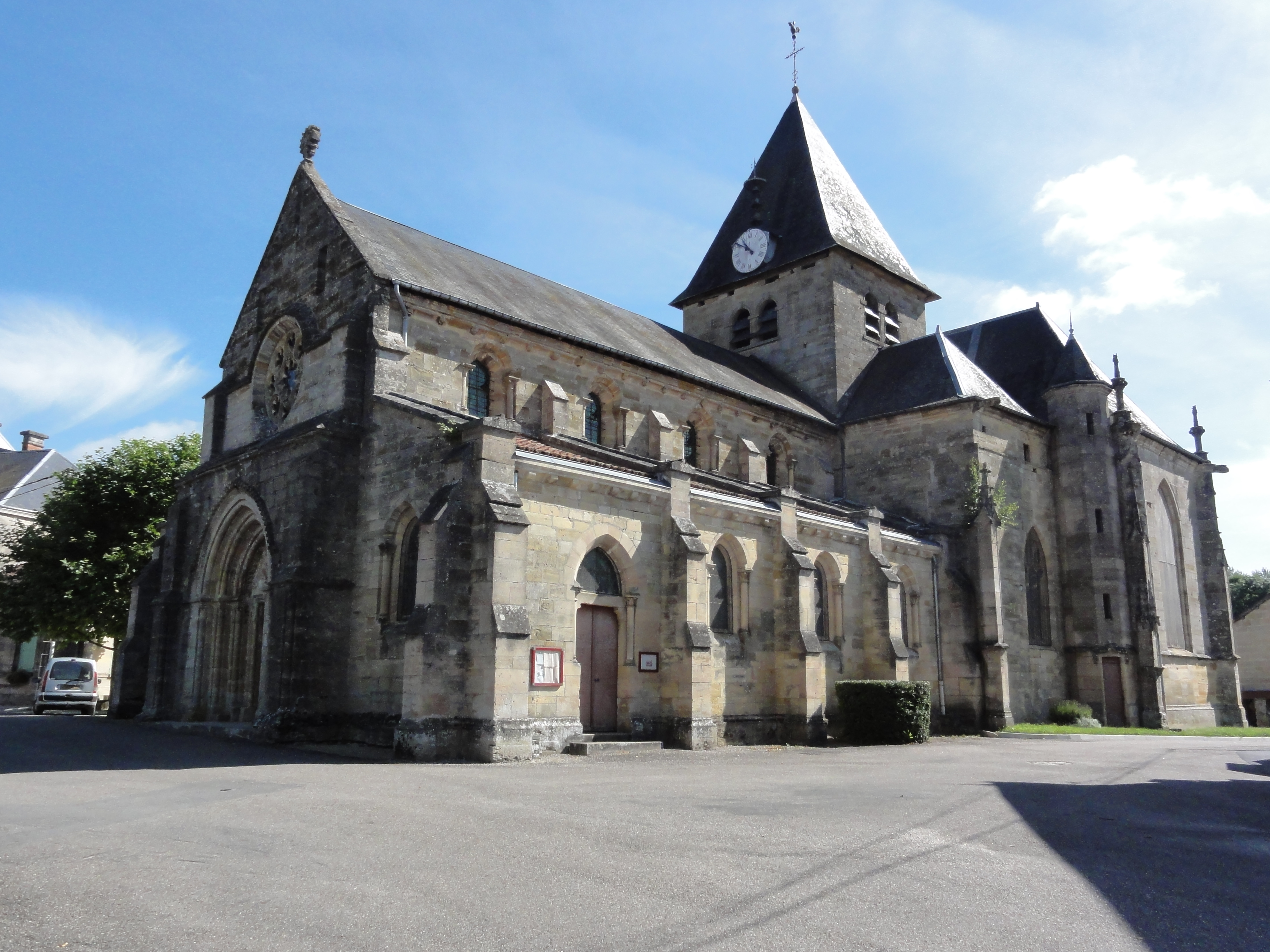
Kirche Saint-Remi